# Zwitsers grondwettelijk referendum 1874

Het Zwitsers grondwettelijk referendum van 1874 vond plaats in Zwitserland op 19 april 1874. Na een eerdere afkeuring in het Zwitsers grondwettelijk referendum van 1872 werd de nieuwe, volledig herziene Zwitserse Grondwet nu wel door een meerderheid van de bevolking en de kantons goedgekeurd.

## Achtergrond
De goedkeuring van de nieuwe Zwitserse Grondwet van 1874 was onderworpen aan een dubbele meerderheid. Zowel de bevolking als de kantons dienden immers de Grondwet aan te nemen. De beslissing van een kanton was gebaseerd op de beslissing van meerderheid de kiezers in dat kanton. Hele kantons hadden daarin één stem, halfkantons slechts een halve. Een meerderheid van 63,2% van de bevolking en 13 en een half van de kantons stemden voor de nieuwe Zwitserse Grondwet.

## Resultaat
| Keuze           | Bevolking | Bevolking | Kantons | Kantons | Kantons |
| Keuze           | Stemmen   | %         | Vol     | Half    | Totaal  |
| --------------- | --------- | --------- | ------- | ------- | ------- |
| Voor            | 340.199   | 63,2      | 12      | 3       | 13,5    |
| Tegen           | 190.013   | 36,8      | 7       | 3       | 8,5     |
| Ongeldig/blanco |           | –         | –       | –       | –       |
| Totaal          | 538.212   | 100       | 19      | 6       | 22      |